# DinoSplash
DinoSplash est une attraction du type bûches du parc d'attractions Plopsaland, situé à La Panne, dans la Province de Flandre-Occidentale, en Belgique.

## Description

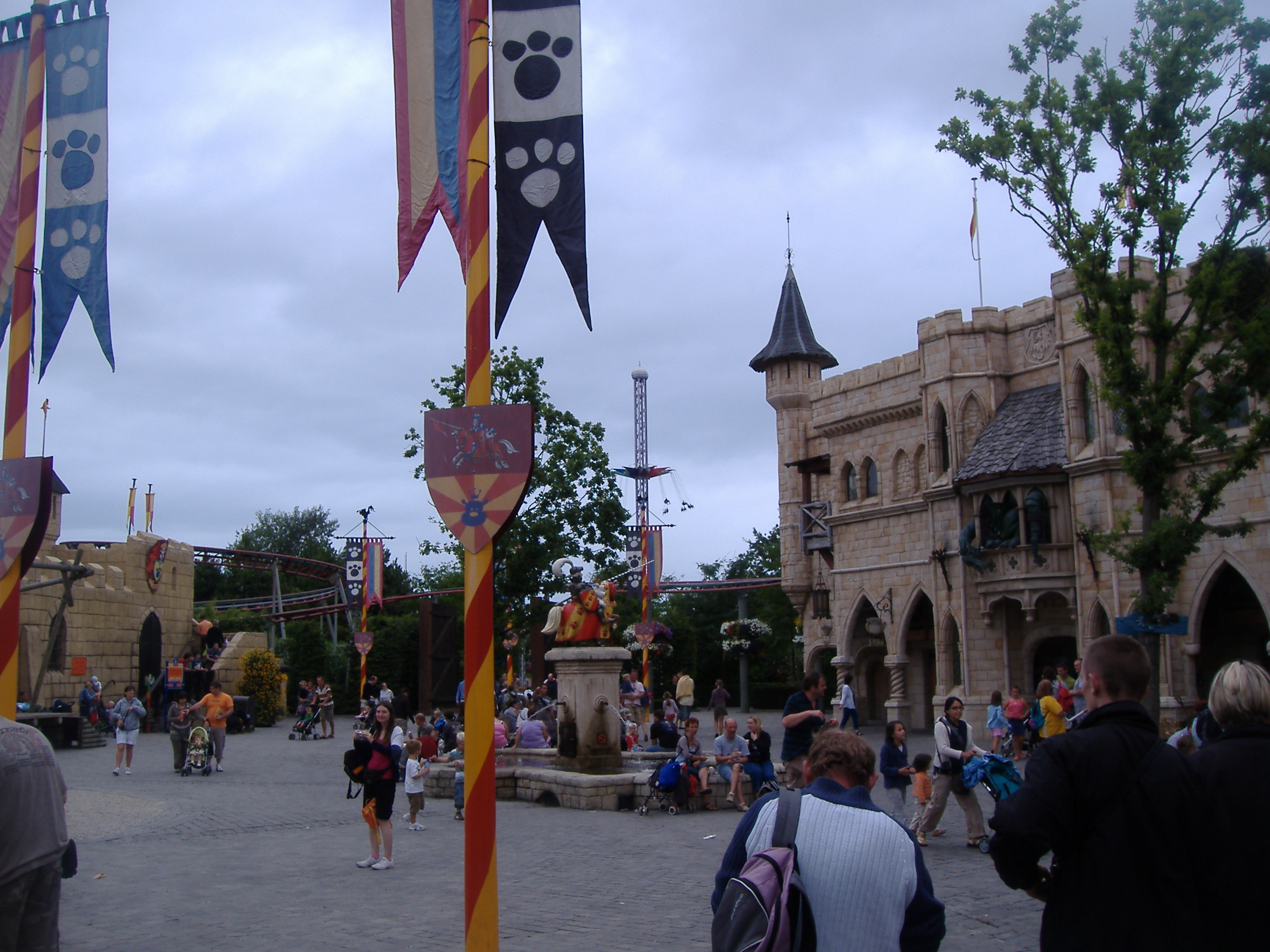
La gare d'embarquement, la place et la gare de Draconis.

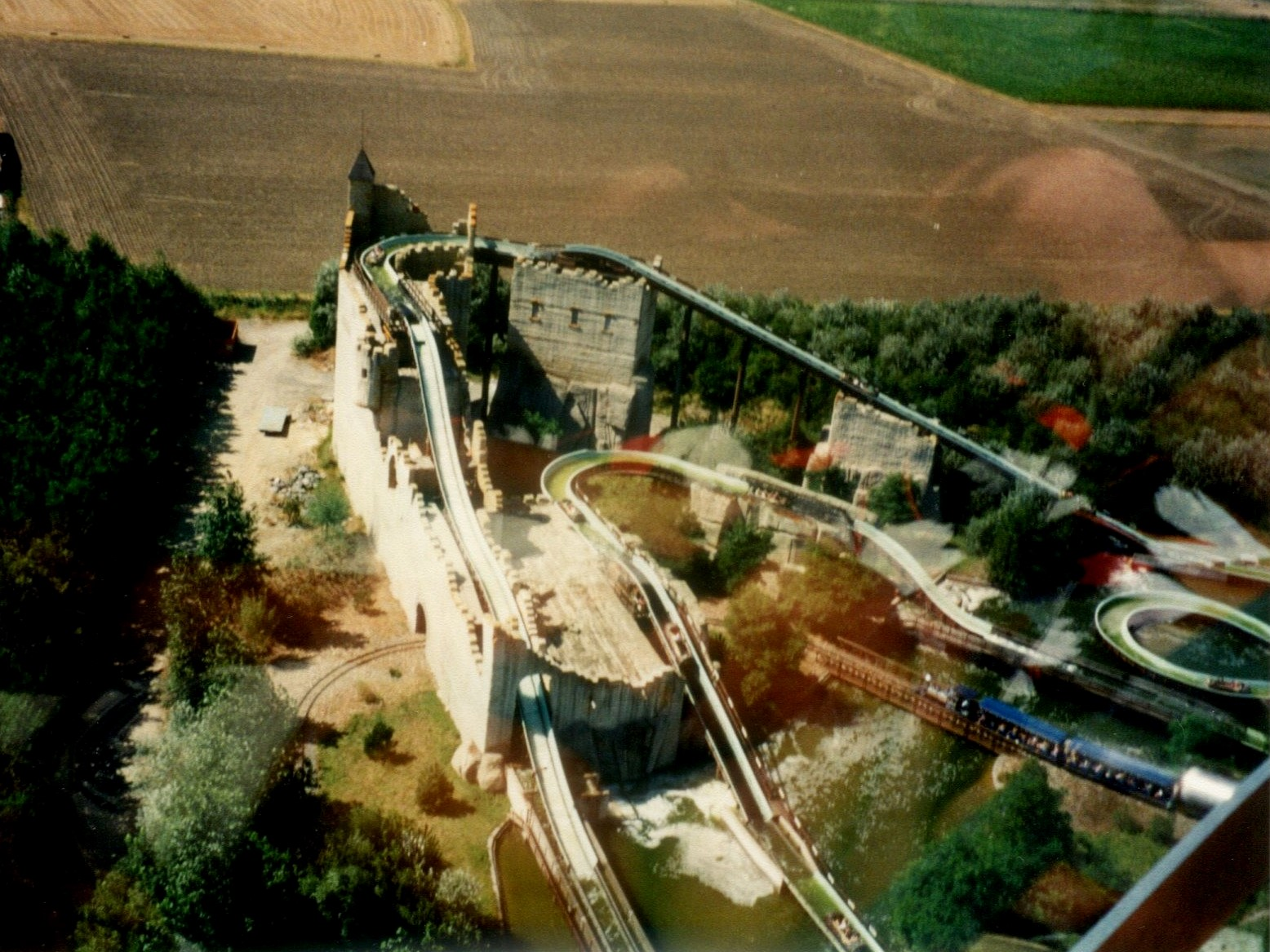
Panorama de l'attraction à l'époque de Meli Park, 1995.

Ouverte le 13 mai 1989 sous l'ère Meli Park, ce fut alors l'attraction de ce type la plus haute et la plus rapide d'Europe. Le caractère sensationnel de celle-ci marque un tournant dans le choix des nouveautés du parc belge. En effet, l’émergence et la concurrence des grands parcs de loisirs français se fait sentir sur le site inauguré le 21 avril 1935.
Originellement nommée Splash, cette attraction aquatique bénéficie d'un grand succès grâce à son énorme splash final. Les propriétaires de l'époque, Monsieur et Madame Robert Florizoone, célèbrent son ouverture avec une plaque commémorative dédiée à l’érable planté à cette occasion. Splash est inauguré en grande pompe par le premier ministre Wilfried Martens le 1er juillet 1989. L'inauguration officielle n'a pu se faire en mai car le premier ministre subit alors une chirurgie à cœur ouvert. Devant la presse, il pose dans une des embarcations mais ne peut faire l'attraction à la suite de l'opération. L'opérateur met accidentellement l'esquif en marche et Wilfried Martens effectue le parcours au risque de subir une crise cardiaque.
Autour du thème de la légende arthurienne, le parcours entraîne les embarcations jusqu'à 50 km/h via une hauteur de vingt mètres et une longueur de 520 mètres. Il coûte 3,2 millions d'euros. La construction de quatre mois revient à l'allemand Mack Rides. Initialement, le circuit de bûches ne présente aucune décoration. Prévues pour la fin juin, les structures décoratives sont construites au printemps 1990.
À la suite de l'achat du site de loisirs par Studio 100 en octobre 1999, l'attraction change de thème pour s'accorder à la zone le Château du Roi Samson du duo Samson en Gert. Avec l'ouverture des montagnes russes E-Powered Draak (ou dragon en français) en 2004, elle est renommée Het Kasteel van Koning Samson. En 2007, elle change à nouveau de nom et s'appelle Boomstammetjes.
Le tracé composé de deux chutes croise de multiples fois celui de Draak. Ils sont tous deux situés dans une petite zone à thématique médiévale avec une place, Kasteelplein (place du château). Au centre de celle-ci se trouve une petite fontaine entourée par de Gouden Wafel, un stand de nourriture et de kasteelwinkel, une boutique de souvenirs,.
À l'été 2019, l'attraction changera de nom pour devenir DinoSplash et aura droit à une nouvelle thématisation sur le thème des dinosaures.